# Gélule

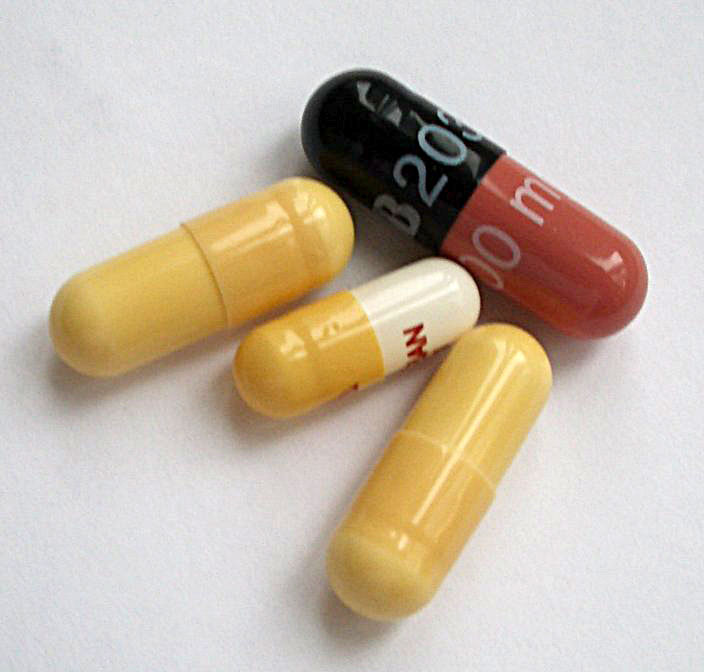
Des gélules

Une gélule, ou capsule à enveloppe dure, désigne une forme galénique de médicament, solide, que l'on avale par voie orale. Elle est constituée d'une enveloppe dure, creuse qui contient la substance active.
La gélule est constituée de deux parties, la tête et le corps, cylindriques, ouvertes à une extrémité et dont le fond est hémisphérique, s'emboîtant l'une dans l'autre.
L'enveloppe est le plus souvent faite d'un mélange de gélatine, issue des os de bœufs ou de la peau des porcs, voire de poissons et de glycérol, qui sert de plastifiant et en diminue la dureté. À la suite du problème de la maladie de la vache folle, de nouvelles matières pour l'enveloppe tels les composés de la cellulose sont apparues. Néanmoins le coût de celles-ci étant plus élevé et d'autre part, l'emploi de méthode de fabrication de la gélatine garantissant l'absence de risque d'encéphalite spongiforme bovine, font que les gélules à base de cellulose sont peu utilisées ; certains fabricants de médicament qui les avaient adoptés sont d'ailleurs revenus aux gélules classiques.
L'enveloppe peut aussi contenir d'autres éléments tels colorants, traitements antibactériens, désagrégeants, lubrifiants, traitement de surface, etc. Enfin l'enveloppe peut être imprimée, en général du dosage du médicament.
Le contenu ne doit pas provoquer de détérioration de l’enveloppe. Mais les sucs digestifs désagrègent l'enveloppe et provoquent la libération du contenu.
Le contenu de la gélule est la partie active du médicament et peut être la substance active seule, une poudre contenant excipient(s) et substance active, ou encore des microgranules. Les microgranules ont souvent une fonction particulière : gastro-résistance, libération prolongée, etc.
Le contenu est introduit dans l’une des 2 parties, puis la seconde est emboîtée sur la première. La fermeture peut être renforcée par des moyens appropriés : soudure, etc.
Les gélules sont l'une des formes pharmaceutiques les plus faciles à réaliser, ce qui explique leur abondance. Elles sont quasi systématiquement développées comme première forme galénique pour les formes orales solides lors du développement d'un nouveau médicament pour les essais pré-cliniques et essais cliniques de phase 1 ("first in human") et de phase 2. Toutefois leur production à grand échelle est plus lente et plus fastidieuse que d'autres formes orales solides comme les comprimés amenant un certain nombre de fabricants à changer de formes galéniques lors des études cliniques.
Aux États-Unis, la combinaison des couleurs et des inscriptions de la gélule permet de déterminer de quel médicament il s'agit.

## Taille standard des gélules
| Taille | Volume (ml)[A] | Longueur fermée (mm)[A] | Diamètre extérieur (mm)[A] |
| ------ | -------------- | ----------------------- | -------------------------- |
| 5      | 0,13           | 11,1                    | 4,91                       |
| 4      | 0,21           | 14,3                    | 5,31                       |
| 3      | 0,30           | 15,9                    | 5,82                       |
| 2      | 0,37           | 18                      | 6,35                       |
| 1      | 0,50           | 19,4                    | 6,91                       |
| 0      | 0,68           | 21,7                    | 7,65                       |
| 0E     | 0,7            | 23,1                    | 7,65                       |
| 00     | 0,95           | 23,3                    | 8,53                       |
| 000    | 1,37           | 26,14                   | 9,91                       |
| 13     | 3,2            | 30                      | 15,3                       |
| 12     | 5              | 40,5                    | 15,3                       |
| 12el   | 7,5            | 57                      | 15,5                       |
| 11     | 10             | 47,5                    | 20,9                       |
| 10     | 18             | 64                      | 23,4                       |
| 7      | 24             | 78                      | 23,4                       |
| Su07   | 28             | 88,5                    | 23,4                       |

| A Approximativement |